# Borís Maliutin
Borís Yevguénievich Maliutin (en ruso Борис Евгеньевич Малютин; Maljutin, Malyutin, Malutin;  nacido el 26 de agosto de 1883 en Rusia, fallecido en 1920 en Rostov del Don) fue un Maestro ajedrecista ruso.

## Trayectoria como ajedrecista

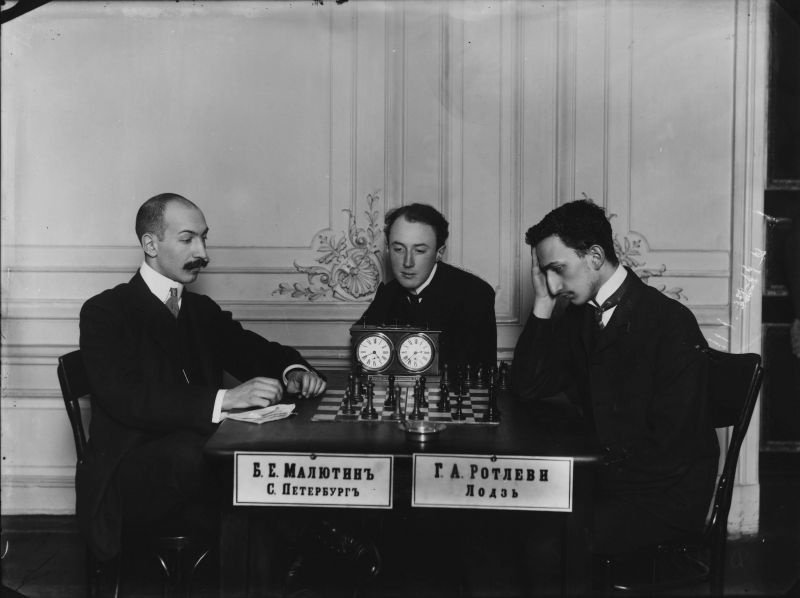
Boris Maliutin, Gersz Rotlewi

Participó en varios Torneos en San Petersburgo. Fue 4.º en 1902, 8.º en 1903, 13.º, 5.º, 2.º y 3.º en 1904, quedó 3.º-4.º, 4.º-5.º y 3.º (Torneo Memorial Rice) en 1905, fue 13.º-14.º en 1905/06 (Torneo de Maestros de Todas las Rusias, Campeonato Nacional de Rusia, con triunfo de Gersz Salwe), fue 6.º en 1906, 4.º en 1907, 3.º en 1908, quedó 4.º-6.º en 1909 (siendo el vencedor Alexander Alekhine), fue 5.º y 12.º-13.º en 1911 (triunfo para Stepan Levitski). Fue 4.º-6.º en Breslau en 1912 (18.º Congreso de la DSB, Hauptturnier A, triunfo para Bernhard Gregory), y fue 12.º en el Torneo de Mannheim de 1914 (el 19.º Congreso de la DSB, Hauptturnier A , con victoria de B. Hallegua).
Maliutin, junto con Peter Alexandrovich Saburov, Peter Petrovich Saburov y Julius Ossipovich Sossnitzki, fue uno de los organizadores del Torneo de San Petersburgo en 1914.
Boris Maliutin era uno de los ajedrecistas rusos participantes del Torneo de Ajedrez en Mannheim en 1914, en el 19.º Kongresse des Deutschen Schachbundes (Congreso de la DSB). Durante el torneo, se inició la Primera Guerra Mundial, y jugadores como Alexander Alekhine (al que se consideró vencedor del Torneo principal o de Meaestros), Ilya Rabinovich, Yefim Bogoliubov, Fedir Bohatyrchuk, N. Koppelman, Alexander Flamberg, Piotr Romanovski, Peter Petrovich Saburov, Samuil Vainshtein y Alexey Selezniev, junto a Maliutin, fueron confinados en Rastatt, Alemania.
En septiembre de 1914, cuatro de ellos (Alekhine, Bogatyrchuk, Saburov y Koppelman) fueron puestos en libertad, y se les permitió regresar a sus hogares a través de Suiza. Los restantes jugaron una serie de torneos, hasta 8, pero Maliutin sólo participó en 4 de ellos. Fue 6.º en Baden Baden en 1914 (el campeón fue Alexander Flamberg), fue 5.º en Triberg en 1915 (victoria para Bogoliubov), quedó 5.º en Triberg 1915/16 (triunfo para Bogoliubov), y fue 6.º en Triberg 1916/17 (vencedor, Ilya Rabinovich).